# Gustav Sabath
Gustav Sabath (*  1. Mai 1863 in Ludwigsdorf, Landkreis Oels; † 21. November 1952 in Pfullendorf) war deutscher Gewerkschafter und sozialdemokratischer Politiker.

## Leben und Wirken
Nach der Volksschule absolvierte Sabath eine Lehre als Schneider. Bis 1893 arbeitete er in dem erlernten Beruf. Im Jahr 1887 trat er in die freigewerkschaftliche Schneidergewerkschaft ein. Bereits ein Jahr später war er Vorsitzender der Verbandsfiliale in Hamburg. Zwischen 1893 und 1896 war er dort hauptamtlicher Geschäftsführer der Gewerkschaft. Ab 1896 war Sabath Sekretär der Generalkommission der Gewerkschaften Deutschlands zunächst mit Sitz in Hamburg später in Berlin. Von 1902 bis 1928 war er unbesoldetes Mitglied der Generalkommission beziehungsweise des ADGB-Bundesvorstandes. Hauptberuflich war er ab 1920 bis 1928 Gewerkschaftssekretär der Berliner Gewerkschaftskommission und Vorsitzender des ADGB-Ortsausschusses von Groß-Berlin. Außerdem war er von 1903 bis 1920 Redakteur des Verbandsblattes Fachzeitung für Schneider. Im Jahr 1928 trat Sabath in den Ruhestand.
Politisch gehörte Sabath der SPD an und trat 1917 zur USPD über. Mit dem Anschluss der Rest-USPD kehrte er zur SPD zurück. Zeitweise (bis 1933) war er einer der Vorsitzenden des SPD-Bezirksvorstands von Berlin. Von 1923 bis 1932 war Sabath Mitglied des preußischen Landtages.
Während der nationalsozialistischen Herrschaft war er 1933 kurzzeitig inhaftiert.